# Sofiène Melliti
Sofiène Melliti (auch Sofiane; * 18. August 1978 in Siliana) ist ein ehemaliger tunesischer Fußballspieler. Er spielte in der Abwehr und ist der Bruder des Fußballers Khaled Melliti.
Melliti spielte zunächst für Espérance Tunis, mit dem er dreimal die Meisterschaft gewinnen konnte. Zwischen 2001 und 2004 lief er für weitere tunesische Erstligisten auf. Im Sommer 2004 wechselte er zu Worskla Poltawa in die ukrainische Premjer-Liha. Anfang 2006 heuerte er bei Gaziantepspor in der Süper Lig an, kehrte aber schon nach einem halben Jahr in sein Heimatland zurück. Im Jahr 2007 beendete er seine Laufbahn.
Melliti startete seine internationale Karriere am 10. November 1998 und erzielte im Januar 2006 sein erstes Tor für die tunesische Nationalmannschaft. Er spielte bei der Fußball-Afrikameisterschaft 2006 1-mal. Im Mai wurde er in den Kader von Roger Lemerre für die Fußball-Weltmeisterschaft 2006 in Deutschland berufen.